# Bernhard Hoetger
Bernhard Hoetger (né le 4 mai 1874 à Dortmund - mort le 18 juillet 1949 à Interlaken) est un important sculpteur et peintre allemand de la période expressionniste.

## Biographie

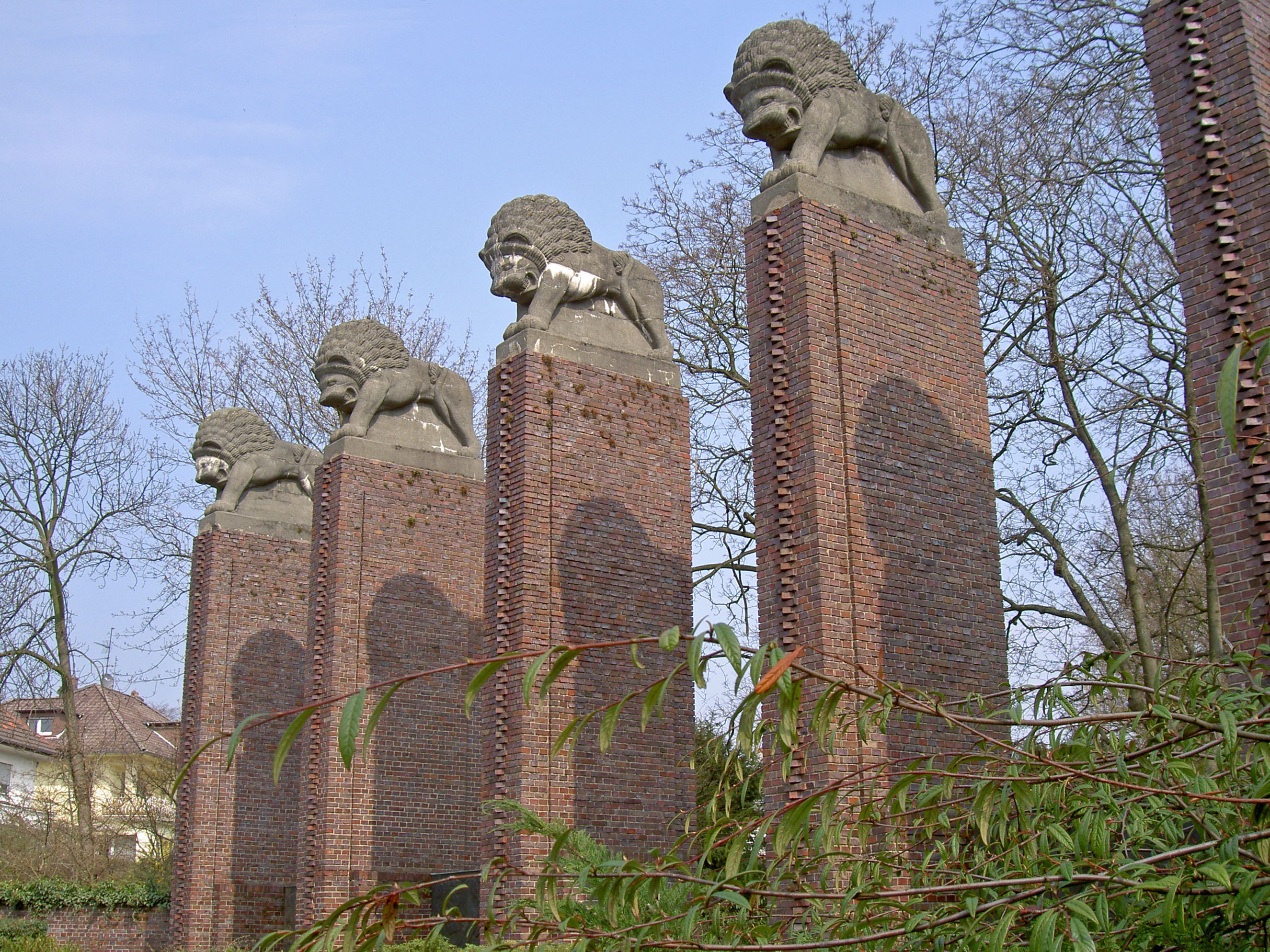
Porte des Lions, Darmstadt (réalisée en collaboration avec Albin Müller)

Fils d'un forgeron de Dortmund, Bernhard suivit à Detmold des cours de sculpture de 1888 à 1892, et dirigea ensuite un atelier dans une église de Rheda-Wiedenbrück. À la suite d'un passage à l'Académie des beaux-arts de Düsseldorf, il accomplit un séjour à Paris. Il y fut profondément influencé par Auguste Rodin, dans l'atelier duquel il fit également la connaissance de Paula Modersohn-Becker. Il illustre le n° 132 de L'Assiette au beurre (10 octobre 1903), offrant une suite de compositions saisissantes intitulée « Dur labeur », avec des légendes de Jehan Rictus.
Il put, plus tard, se familiariser aussi avec le travail d'Antoni Gaudí. En 1911, Hoetger fut appelé dans la colonie artistique de Darmstadt, où il s'installa.
En 1914, incité par le souvenir de Paula Modersohn-Becker, il se rendit à Worpswede. Il découvrit là-bas, par l'intermédiaire du mécène de Brême Ludwig Roselius, ce qui allait devenir l'œuvre de sa vie : l'édification de la désormais célèbre rue Böttcherstraße, à Brême, dans un style expressionniste.
Tout comme son protecteur Roselius, Hoetger sympathisa avec les idées du national-socialisme et adhéra au parti nazi. Il essaya, en vain, de gagner le parti à ses convictions artistiques. Son travail, bien au contraire, fut qualifié par Adolf Hitler, lors d'un congrès à Nuremberg en 1936, d'"art dégénéré". Expulsé du parti, Bernhard Hoetger s'installa en Suisse en 1946, où il mourut en 1949.